# 1time
1time — бывшая южноафриканская бюджетная авиакомпания, базировавшаяся в промышленном парке Isando (Кемптон Парк, Экурхулени, Гаутенг, ЮАР). В настоящее время банкрот. Авиакомпания выполняла регулярные внутренние и международные авиаперевозки. Прежний хаб компании — Международный аэропорт имени О. Р. Тамбо в Йоханнесбурге; вспомогательные базы — King Shaka International Airport, East London Airport и Cape Town International Airport.

## История
Основатели авиакомпании владели консорциумом Afrisource Holdings, посредством которого владели компанией Aeronexus, предлагавшей самые различные авиационные сервисы (в настоящее время она выполняет работы по техническому обслуживанию 1Time).
1time начала продавать авиабилеты в январе 2004 года и начала выполнять полёты 25 февраля того же года, с тремя ежедневными рейсами туда-обратно между международными аэропортами Йоханнесбурга и Кейптауна.
Avstar Group завладела 15 % акций 1Time Holdings и авиакомпания завладела двумя 157-местными самолётами McDonnell Douglas MD-83 от группы. 1time перевезла более 1 миллиона пассажиров в 2006 году по восьми направлениям.
Собственники компании: Afrisource Holdings (50 %), MKJH Trust (30 %) и Mogwele Investments (20 %). Численность персонала — 420 человек (на март 2007 года).
Авиакомпания прекратила полёты в ноябре 2012 года

## Флот

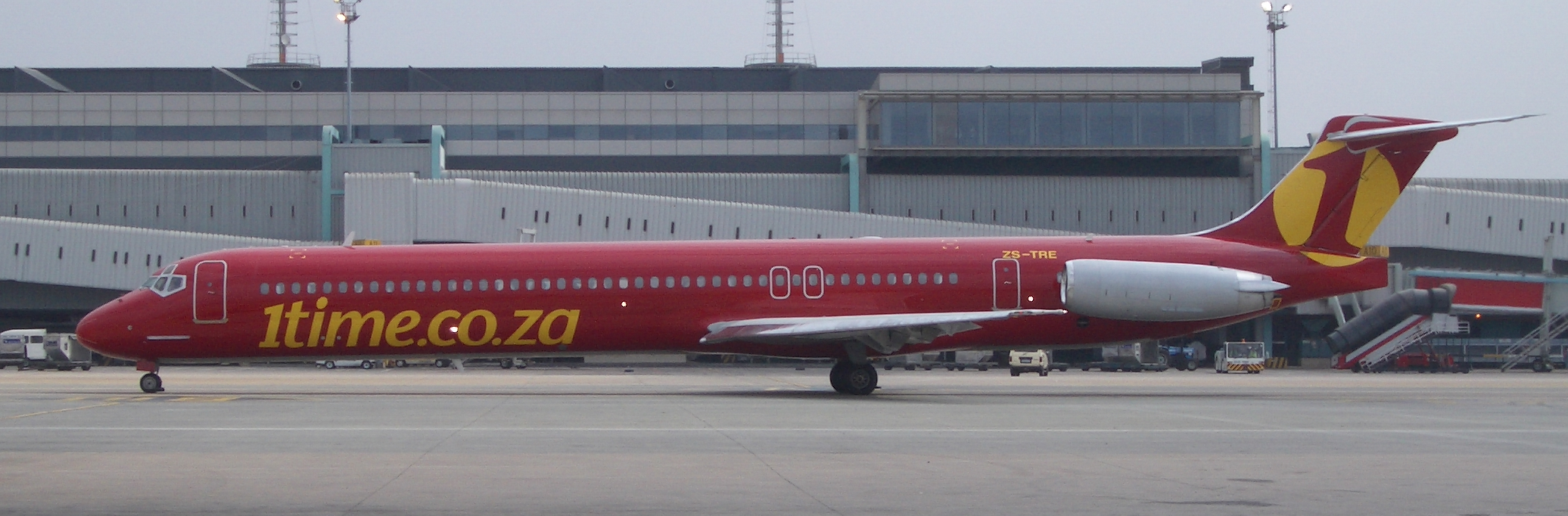
Самолёт авиакомпании 1time

Флот авиакомпании 1time состоит из следующих самолётов:
| Самолёт                 | В эксплуатации | Мест | примечания |
| ----------------------- | -------------- | ---- | ---------- |
| Boeing 737—200          | 1              |      |            |
| Douglas DC-9-30         | 2              |      |            |
| McDonnell Douglas MD-82 | 4              | 157  |            |
| McDonnell Douglas MD-83 | 4              | 157  |            |
| McDonnell Douglas MD-87 | 4              | 132  |            |
| Всего                   | 15             |      |            |